# Walter Long, 1. Viscount Long

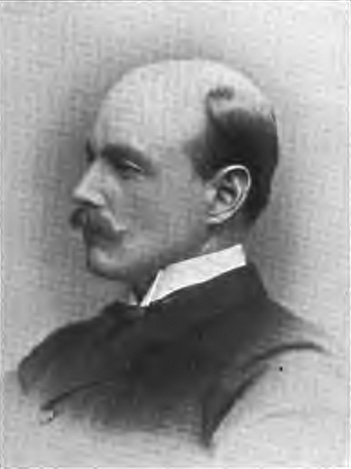
Walter Hume Long, 1903

Walter Hume Long, 1. Viscount Long PC (* 13. Juli 1854 in Bath; † 26. September 1924 in West Ashton, Wiltshire) war ein britischer Politiker der Unionist Party und der Conservative Party, der in seiner über 40-jährigen Parlamentskarriere mehrere Kabinettsposten bekleidete.

## Leben
Long wurde als ältestes der zehn Kinder von Richard Penruddocke Long (1825–1875) aus Wiltshire und dessen Frau Charlotte Anna, geborene Dick (1830–1899), aus einer anglo-irischen Familie im County Wicklow, geboren. Sein ältester Bruder Richard (1856–1938) wurde 1917 zum Baron Gisborough erhoben.
Long wuchs auf einem Besitz seines Vaters in Montgomeryshire, Wales, auf. Er besuchte in Amesbury die Schule und kam anschließend auf die Privatschule Harrow und ans College Christ Church in Oxford. Nach dem Tod seines Vaters, der ein Landbesitzer gewesen war, übernahm er die Verwaltung des Familienbesitzes.

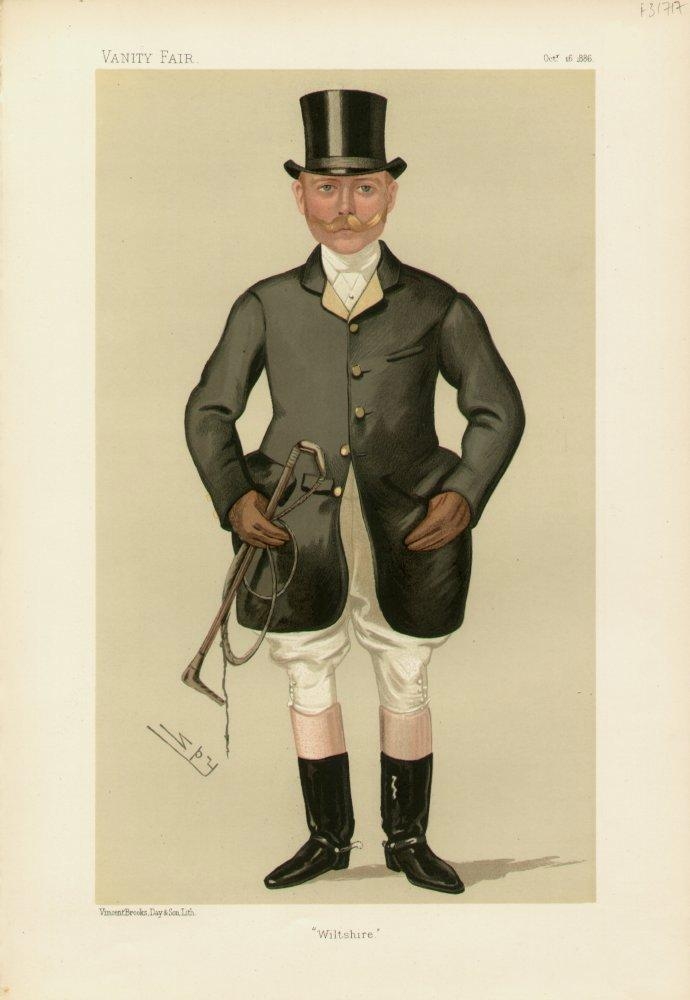
Karikatur in Vanity Fair, 1886

Bei den Unterhauswahlen 1880 wurde Long als Konservativer für den Wahlkreis North Wiltshire ins House of Commons gewählt. Er sollte diesem ununterbrochen bis zu seiner Erhebung zum Peer 1921 angehören. 1885 wurde er für den Wahlkreis Devizes mit knapper Mehrheit wiedergewählt. Ab 1886 arbeitete er als Sekretär für das Local Government Board. Bei den Wahlen 1892 trat er im Wahlkreis Liverpool West Derby an. Er wurde 1895 Vorsitzender des Board of Agriculture und nach dem Ende seiner Amtszeit 1900 Vorsitzender des Local Government Board. Er vertrat von 1900 bis 1906 den Wahlkreis Bristol South.
1905 trat Long erstmals stärker ins Licht der Öffentlichkeit, als ihn Premierminister Balfour zum Nachfolger George Wyndhams als Chief Secretary for Ireland ernannte. Bei den Unterhauswahlen 1906 wurde er für den Wahlkreis South Dublin gewählt und wurde nach dem Tod Edward James Saundersons Parteiführer der irischen Unionisten. In den Oppositionsjahren war er ein ausgesprochener Gegner der Politik seines liberalen Nachfolgers Augustine Birrell sowie der Reformbestrebungen David Lloyd Georges. 1907 gründete er die Union Defence League, die den unionistischen Standpunkt in der irischen Frage den Wählern in Großbritannien näherbringen sollte. Von 1910 bis 1918 vertrat er den Wahlkreis Strand. 1911 war er einer der Kandidaten für die Nachfolge Balfours als Parteiführer der Konservativen, zog seine Kandidatur jedoch vor dem Treffen der Konservativen zurück und Andrew Bonar Law wurde neuer Vorsitzender. Die von den Liberalen vorangetriebene Home Rule für Irland lehnte er entschieden ab.
Als die Konservativen 1915 in die zweite Regierung Asquith eintraten, übernahm Long wieder seinen alten Posten als Vorsitzender des Local Government Board. Er machte sich unter anderem für die Einführung der Wehrpflicht stark und torpedierte erfolgreich den Versuch einer Einigung in der irischen Frage zwischen Edward Carson und John Redmond. Nach dem Sturz Asquiths im Dezember 1916 und der Bildung der Nachfolgeregierung Lloyd George wurde ihm das Ressort des Secretary of State for the Colonies übertragen. Long setzte sich in der Folge für eine Ausweitung der Wehrpflicht auf Irland ein, ein entsprechender Gesetzentwurf löste die Wehrpflichtkrise von 1918 aus.
In den ersten Wahlen nach dem Kriegsende im Dezember 1918 wurde Long für den Wahlkreis Westminster St George’s gewählt. Im Januar 1919 wurde er im Zuge einer Regierungsumbildung Erster Lord der Admiralität (Marineminister) unter Lloyd George. Er hatte die schwierige Aufgabe, den aufgrund von Budgetzwängen notwendigen schrittweisen Abbau der im Krieg stark expandierten Royal Navy einzuleiten. Er befasste sich aber auch weiterhin mit der irischen Frage und war als Vorsitzender eines Ausschusses der Regierung zu großen Teilen verantwortlich für den Government of Ireland Act von 1920, der den Weg zur Teilung der Insel ebnete. Im Frühjahr 1921 trat er aus gesundheitlichen Gründen von seinem Regierungsamt zurück und begrüßte ausdrücklich die Wahl seines früheren Rivalen Austen Chamberlain zum Parteiführer der Konservativen. Am 4. Juni 1921 wurde er als Viscount Long, of Wraxall in the County of Wiltshire, in die Peerage of the United Kingdom erhoben und wurde dadurch Mitglied des House of Lords.
Long hatte 1909 einen Ehrendoktortitel der Rechtswissenschaften der University of Birmingham erhalten und war Fellow der Royal Society. Von 1920 bis 1924 amtierte er als Lord Lieutenant von Wiltshire. Er starb in seinem Landhaus Rood Ashton House in Wiltshire.

## Familie
Long heiratete 1878 Lady Dorothy Blanche Boyle, Tochter von Richard Boyle, 9. Earl of Cork. Mit ihr hatte er fünf Kinder, darunter zwei Söhne, von denen der älteste, Walter, 1917 als Brigadier-General in Frankreich fiel. Der Titel Viscount Long ging nach seinem Tod 1924 auf dessen Sohn Walter über.